# Благоје Кастратовић
Благоје Кастратовић (Трешњево код Андријевице, 9. фебруар 1904 — Краљево, 20. октобар 1941) био је српски професор и публициста.

## Биографија
Благоје Кастратовић је рођен 9. фебруара 1904. године у селу Трешњево код Андријевице. Његови родитељи Милоња и Марија били су земљорадници. Основну школу је завршио 1919. године у селу Трепча код Андријевице. Вишу гимназију је завршио 1923. године у Беранама. У Београду је на Филозофском факултету студирао југословенску књижевсност са теоријом књижевности, историјом српског народа и француским језиком. Дипломирао је 1928. године.
Након завршетка студија постављен је за наставника ниже гимназије у Ђаковици, а почетком 1929. године је премештену Дебар, где је једно време био и директор гимназије. Исте године је постављен и за професора више гимназије у Приштини, где је остао 11 година. Био је и секретар, а касније и председник Народног универзитета и председник Професорског друштва у Приштини.
Кастратовић се књижевним радом бавио још као студент. Прву песму Летње јутро на планини објавио је 1922. године у Венцу. Песме, песме у прози и друга књижевна дела је објављивао у Косовским новинама, Гласнику Професорског друштва, Вардару, Јужном прегледу, Гласу са Звечана. По доласку у Приштину постао је и повремени дописник Правде и Времена, а затим само Политике. Писао је о природни Косова и Меотхије, културно-историјским споменицима, обичајима и просветним приликама.
Поред књижевног, бавио се и научним радом. Пред избијање Другог светског рата завршио је дисертацију Народне приповетке нашега Југа и две студије (Народна књижевност у насељима Топлице после миграције Црногораца у Топлицу и О песмама нашега Југа). Нажалост, ови његови научни радови су, заједно са другим необјављеним радовима, изгорели у његовој кући која је била погођена током савезничког бомбардовања Краљева 1944. године.
Када је 1941. године почео Априлски рат, Кастратовић је са породицом побегао у Краљево. У Краљеву је почео да ради у Вишој мешовитој гимназији. Током немачке рације октобра 1941. године био је ухапшен и неколико дана касније је стрељан. Сачуване су поруке које је непосредно пред стрељање написао својој супрузи Дари, у којима је моли да оде у Командатуру како би издејствовала његово ослобођење. Стрељан је 20. октобра 1941. године, последњег дана масовних стрељања у Краљеву.